# East Lulworth
East Lulworth est une paroisse civile et un village du Dorset, en Angleterre.